# Alireza Dabir
Alireza Dabir, född den 16 september 1977 i Teheran, Iran, är en iransk brottare som tog OS-guld i bantamviktsbrottning i fristilsklassen 2000 i Sydney. 